# Большое Ершовое
Большое Ершовое (фин. Haajonlampi) — озеро на территории Каменногорского городского поселения Выборгского района Ленинградской области.

## Общие сведения
Площадь озера — 0,5 км². Располагается на высоте 38,0 метров над уровнем моря.
Форма озера лопастная, Г-образная. Берега возвышенные, скалистые.
Из юго-восточной оконечности озера вытекает безымянный водоток, протекающий через озеро Широтное и втекающий с правого берега в реку Севастьяновку, впадающую в озеро Невское, из которого вытекает река Новинка, которая, в свою очередь, втекает в озеро Вуоксу.
В озере около пяти небольших безымянных островов.
Код объекта в государственном водном реестре — 01040300211102000012691.